# Strangeland
Pour l'album de Keane (2004), voir Strangeland
Pour plus de détails, voir Fiche technique et Distribution.
Strangeland est un film américain de John Pieplow sorti en 1998.

## Synopsis
Disparitions, mutilations, perversions... Une succession d'événements atroces terrifie la petite ville d'Helverton. L'enquête conduit la police sur les traces d'un sadique qui sélectionne ses victimes sur Internet et assouvit son désir en leur infligeant des douleurs extrêmes. Arrêté, le monstre réussit à s'échapper et décide de se venger en repoussant encore plus loin les limites de la souffrance.

## Fiche technique
- Réalisation : John Pieplow
- Scénario : Dee Snider
- Producteurs : Dee Snider et David L. Bushell
- Producteurs exécutifs : Joseph J. DiMartino et Larry Meistrich
- Durée : 85 minutes
- Pays de production :  États-Unis
- Genre : Thriller; Horreur
- Dates de sortie : 
  - États-Unis : 2 octobre 1998
  - France : 11 juillet 2000 (vidéo)

## Distribution
- Kevin Gage : Mike Gage
- Elizabeth Peña : Toni Gage
- Brett Harrelson : Steve Christian
- Robert Englund : Jackson Roth
- Linda Cardellini : Genevieve Gage
- Amy Smart : Angela Stravelli
- Dee Snider : Capitaine Howdy / Carleton Hendricks